# Alexandru Cristea

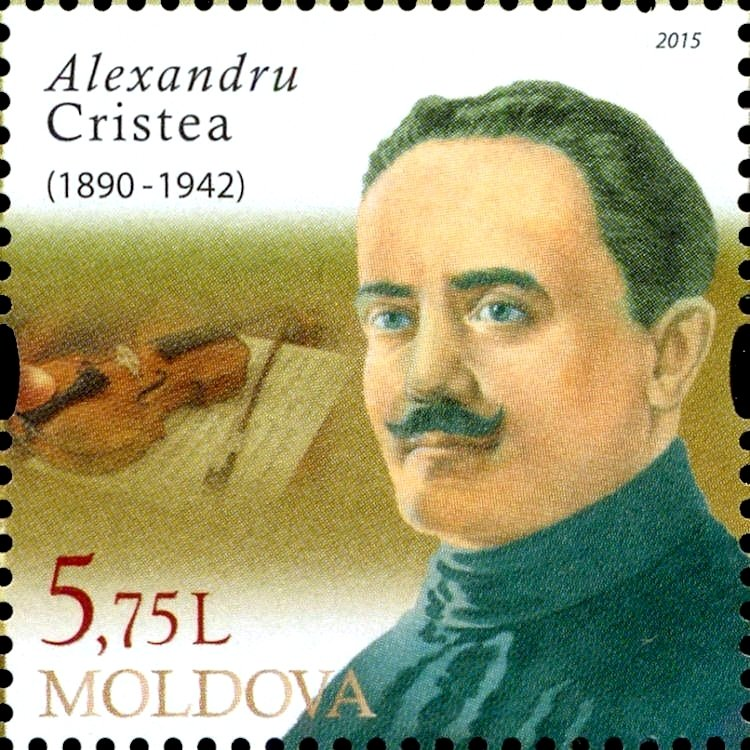
Alexandru Cristea, moldawische Briefmarke aus dem Jahr 2015

Alexandru Cristea (* 13. Dezember 1890 in Chișinău; † 27. November 1942 ebenda) war ein moldauischer Komponist und Dirigent. Er schuf die Musik der moldauischen Nationalhymne Limba Noastră.

## Leben
Cristea ging auf die Musikschule „Vasile Kormilov“ und studierte anschließend Gesang am Konservatorium „Unirea“ (1927–1929) in Chişinău bei Alexandru Antonovschi. Das Studium schloss er mit magna cum laude ab. Cristea wurde 1940/41 Professor für Musik und Dirigent des Chores im Knabengymnasium „Ion Heliade Rădulescu“ in Bukarest. Zwischen 1941 und 1942 leitete er den Chor am Gymnasium „Königinmutter Elena“ aus Chişinău. 1920 folgte die Weihung zum Diakon der St.-Georgs-Kirche in Chişinău. Von 1927 bis 1941 war er Diakon der Metropolitankathedrale von Chişinău.